# Марион (Јужна Каролина)
Марион (енгл. Marion) град је у америчкој савезној држави Јужна Каролина.

## Демографија
По попису из 2010. године број становника је 6.939, што је 103 (-1,5%) становника мање него 2000. године.
| Група             | 2000.         | 2010.         |
| Белци             | 2.241 (31,8%) | 1.908 (27,5%) |
| Афроамериканци    | 4.663 (66,2%) | 4.804 (69,2%) |
| Азијати           | 28 (0,4%)     | 73 (1,1%)     |
| Хиспаноамериканци | 72 (1,0%)     | 87 (1,3%)     |
| Укупно            | 7.042         | 6.939         |